# イェスゲン・オユンツェツェグ
イェスゲン・オユンツェツェグ（英語: Yesugen Oyuntsetseg、2000年12月9日 - ）は、モンゴル国のプロボクサーである。ウランバートル出身。第4代WBO女子アジア太平洋スーパーバンタム級王者。

## 来歴
2021年よりアマチュアとして活動。
2022年5月の世界選手権でベスト8。
2022年7月21日、モンゴル国内にてミチドマー・エルデンデダライとの6回戦でプロデビューを2-1判定勝利。
2022年11月のアジア選手権のバンタム級では準決勝にて2020年東京オリンピックタイ代表で元プロのジュタマス・ジッポンに敗れたものの銅メダル獲得。
2022年12月1日、日本の後楽園ホールにてWBO女子アジア太平洋スーパーバンタム級王座決定戦として藤原茜と対戦し、2-0の判定で勝利しプロ初タイトル獲得。これがモンゴル人女子プロボクサーとして初の国際タイトル獲得にもなった。
2023年9月に行われたアジア大会では50kg級で準決勝まで進み中国の選手に敗れるも銅メダルとパリオリンピック出場権を獲得した。

## 戦績
- プロ：2戦 2勝

## 獲得タイトル
- 第4代WBO女子アジア太平洋スーパーバンタム級王座